# Mark Weingarten
Mark Weingarten (...) è un tecnico del suono e produttore televisivo statunitense, vincitore di due Premi Oscar al miglior sonoro.

## Biografia
Ha iniziato a lavorare nel 1987 nel film Illusione mortale, diretto da Larry Cohen e William Tannen. Nel 2001, ha vinto un Premio Emmy per West Wing - Tutti gli uomini del Presidente. Nel 2009, è stato candidato ad un Premio Oscar per il miglior sonoro per Il curioso caso di Benjamin Button. Nel 2011, è stato candidato per la seconda volta all'Oscar per The Social Network. Nel 2015, ha ricevuto la sua terza candidatura per Interstellar, diretto da Christopher Nolan. Nel 2018, ha vinto l'Oscar per il film Dunkirk. Nel 2023, è stato candidato ad un Oscar e ad un BAFTA per Top Gun: Maverick. 

## Filmografia

### Tecnico del suono

#### Cinema
- Illusione mortale (Deadly Illusion), regia di Larry Cohen e William Tannen (1987)
- Rejuvenatrix, regia di Brian Thomas Jones (1988)
- Bum Rap, regia di Danny Irom (1988)
- Distribution of Lead, regia di Charles Libin (1988)
- High Stakes, regia di Amos Kollek (1989)
- The Kill-Off, regia di Maggie Greenwald (1989)
- Nightmare 6 - La fine (Freddy's Dead: The Final Nightmare), regia di Rachel Talalay (1991)
- Age Isn't Everything, regia di Douglas Katz (1991)
- Claude, regia di Cindy Lou Johnson (1992)
- Under Cover of Darkness, regia di Walter Pitt (1992)
- Quell'uomo sarà mio (Jersey Girl), regia di David Burton Morris (1992)
- Red Rock West, regia di John Dahl (1993)
- The Meteor Man, regia di Robert Townsend (1993)
- Killer Machine (Ghost in the Machine), regia di Rachel Talalay (1993)
- Amici per gioco, amici per sesso (Threesome), regia di Andrew Fleming (1994)
- L'ultima seduzione (The Last Seduction), regia di John Dahl (1994)
- Fresh Kill, regia di Shu Lea Cheang (1994)
- Bleeding Hearts, regia di Gregory Hines (1994)
- Scelte proibite (The Beans of Egypt, Maine), regia di Jennifer Warren (1994)
- Doom Generation (The Doom Generation), regia di Gregg Araki (1995)
- Fall Time, regia di Paul Wanner (1995)
- Georgia, regia di Ulu Grosbard (1995)
- Tonto + tonto (Bio-Dome), regia di Jason Blum (1996)
- Sydney, regia di Paul Thomas Anderson (1996)
- Riccardo III - Un uomo, un re (Looking for Richard), regia di Al Pacino (1996)
- Insoliti criminali (Albino Alligator), regia di Kevin Spacey (1996)
- L'ultima volta che mi sono suicidato (The Last Time I Committed Suicide), regia di Stephen Kay (1997)
- Playing God, regia di Andy Wilson (1997)
- Palmetto - Un torbido inganno (Palmetto), regia di Volker Schlöndorff (1998)
- Bongwater, regia di Richard Sears (1998)
- Almost Heroes, regia di Christopher Guest (1998)
- Il giocatore - Rounders (Rounders), regia di John Dahl (1998)
- Cose molto cattive (Very Bad Things), regia di Peter Berg (1998)
- Kiss Me (She's All That), regia di Robert Iscove (1999)
- La fortuna di Cookie (Cookie's Fortune), regia di Robert Altman (1999)
- Go - Una notte da dimenticare (Go), regia di Doug Liman (1999)
- Gioco d'amore (For Love of the Game), regia di Sam Raimi (1999)
- Chi ha ucciso la signora Dearly? (Drowning Mona), regia di Nick Gomez (2000)
- Boys and Girls - Attenzione: il sesso cambia tutto (Boys and Girls), regia di Robert Iscove (2000)
- Campioni di razza (Best in Show), regia di Christopher Guest (2000)
- Ghost World, regia di Terry Zwigoff (2001)
- K-PAX - Da un altro mondo (K-PAX), regia di Iain Softley (2001)
- Joe Somebody, regia di John Pasquin (2001)
- Oggi sposi... niente sesso (Just Married), regia di Shawn Levy (2003)
- A Mighty Wind - Amici per la musica (A Mighty Wind), regia di Christopher Guest (2003)
- Il tesoro dell'Amazzonia (The Rundown), regia di Peter Berg (2003)
- Babbo bastardo (Bad Santa), regia di Terry Zwigoff (2003)
- Criminal, regia di Gregory Jacobs (2004)
- Friday Night Lights, regia di Peter Berg (2004)
- Miss F.B.I. - Infiltrata speciale (Miss Congeniality 2: Armed & Fabulous), regia di John Pasquin (2005)
- Le tre sepolture (The Three Burials of Melquiades Estrada), regia di Tommy Lee Jones (2005)
- Nomad - The Warrior (Nomad), regia di Sergej Vladimirovič Bodrov e Ivan Passer (2005)
- Art School Confidential - I segreti della scuola d'arte (Art School Confidential), regia di Terry Zwigoff (2006)
- Snakes on a Plane, regia di David R. Ellis (2006)
- For Your Consideration, regia di Christopher Guest (2006)
- Santa Clause è nei guai (The Santa Claus 3: The Escape Clause), regia di Michael Lembeck (2006)
- Niente velo per Jasira (Nothing Is Private), regia di Alan Ball (2007)
- An American Carol, regia di David Zucker (2008)
- Il curioso caso di Benjamin Button (The Curious Case of Benjamin Button), regia di David Fincher (2008)
- La concessionaria più pazza d'America (The Goods: Live Hard, Sell Hard), regia di Neal Brennan (2009)
- Il mondo dei replicanti (Surrogates), regia di Jonathan Mostow (2009)
- Nel paese delle creature selvagge (Where the Wild Things Are), regia di Spike Jonze (2009)
- The Social Network, regia di David Fincher (2010)
- Sarah, regia di Ted Hunter e Louis La Volpe (2010)
- The King of Luck, regia di Billy Bob Thornton (2011)
- Contagion, regia di Steven Soderbergh (2011)
- Machine Gun Preacher, regia di Marc Forster (2011)
- Millennium - Uomini che odiano le donne (The Girl with the Dragon Tattoo), regia di David Fincher (2011)
- John Carter, regia di Andrew Stanton (2012)
- Hunger Games (The Hunger Games), regia di Gary Ross (2012)
- Il dittatore (The Dictator), regia di Larry Charles (2012)
- Lei (Her), regia di Spike Jonze (2013)
- Hunger Games: La ragazza di fuoco (The Hunger Games: Catching Fire), regia di Francis Lawrence (2013)
- Interstellar, regia di Christopher Nolan (2014)
- Fast & Furious 7, regia di James Wan (2015)
- Terminator Genisys, regia di Alan Taylor (2015)
- Trafficanti (War Dogs), regia di Todd Phillips (2016)
- Mascots, regia di Christopher Guest (2016)
- Baywatch, regia di Seth Gordon (2017)
- Dunkirk, regia di Christopher Nolan (2017)
- La torre nera (The Dark Tower), regia di Nikolaj Arcel (2017)
- Loudon Wainwright III: Surviving Twin, regia di Christopher Guest (2018)
- Top Gun: Maverick, regia di Joseph Kosinski (2022)
- Gigi & Nate, regia di Nick Hamm (2022)
- Avatar - La via dell'acqua (Avatar: The Way of Water), regia di James Cameron (2022)
- You People, regia di Kenya Barris (2023)
- Afraid, regia di Chris Weitz (2024)

#### Televisione
- Haiti Dreams of Democracy, regia di Jonathan Demme e Jo Menell - film TV (1988)
- Mathnet - serie TV, episodio 2x05 (1988)
- Monsters - serie TV, 25 episodi (1988-1990)
- CBS Schoolbreak Special - serie TV, episodio 7x02 (1990)
- The Ben Stiller Show - serie TV, 5 episodi (1992)
- Breaking Pan with Sol, regia di Nancy De Los Santos-Reza (- film TV (1993)
- Girls in Prison, regia di John McNaughton - film TV (1994)
- The O.J. Simpson Story, regia di Jerrold Freedman - film TV (1995)
- L'asilo maledetto (Indictment: The McMartin Trial), regia di Mick Jackson - film TV (1995)
- Tre vite allo specchio (If These Walls Could Talk), regia di Cher e Nancy Savoca - film TV (1996)
- D.O.A., regia di Christopher Guest - film TV (1999)
- West Wing - Tutti gli uomini del Presidente (The West Wing) - serie TV, 8 episodi (2000)
- Real Sex - serie TV, 2 episodi (2000-2001)
- The Orgasm Special: A Real Sex Xtra, regia di Patti Kaplan - film TV (2001)
- My Sister's Keeper, regia di Ron Lagomarsino - film TV (2002)
- Grey's Anatomy - serie TV, 2 episodi (2005)
- The Comeback - serie TV, 12 episodi (2005)
- Big Day - serie TV, episodio 1x01 (2006)
- True Blood - serie TV, 8 episodi (2008-2009)
- NCIS: Los Angeles - serie TV, episodio 1x01 (2010)
- Hung - Ragazzo squillo (Hung) - serie TV, 4 episodi (2010)
- All Signs of Death, regia di Alan Ball - film TV (2010)
- Sunset Limited (The Sunset Limited), regia di Tommy Lee Jones - film TV (2011)
- House of Cards - Gli intrighi del potere (House of Cards) - serie TV, 9 episodi (2013)
- Family Tree - serie TV, 4 episodi (2013)
- The Fosters - serie TV, 9 episodi (2013-2014)
- Cougar Town - serie TV, 5 episodi (2015)
- Homecoming - serie TV, 10 episodi (2018)
- Loro (Them) - serie TV, 10 episodi (2021)
- Expats - miniserie TV, 6 episodi (2023-2024)

### Produttore
- Hollywood Stunmakers - serie TV, 2 episodi (1999)
- The Bachelorette - serie TV, 11 episodi (2009)
- Leave It to Lamas - serie TV, episodio 1x02 (2009)
- The Bachelor - serie TV, 24 episodi (2009-2011)

## Riconoscimenti
- Premio Oscar
  - 2009 - Candidatura al miglior sonoro per Il curioso caso di Benjamin Button[1]
  - 2011 - Candidatura al miglior sonoro per The Social Network[2]
  - 2015 - Candidatura al miglior sonoro per Interstellar[2]
  - 2018 - Miglior sonoro per Dunkirk[7]
  - 2023 - Miglior sonoro per Top Gun: Maverick[8]
- Premio Emmy
  - 2001 - Miglior sonoro per West Wing - Tutti gli uomini del Presidente[1]
- BAFTA
  - 2018 - Miglior sonoro per Dunkirk[9]
  - 2023 - Candidatura al miglior sonoro per Top Gun: Maverick[10]
- Critics' Choice Awards
  - 2011 - Candidatura al miglior sonoro per The Social Network
- Satellite Award
  - 2023 - Candidatura al miglior sonoro per Top Gun: Maverick